# Uroa
Uroa es un despoblado español del municipio de Arce, perteneciente a la Comunidad Foral de Navarra.

## Historia
Hacia mediados del siglo XIX, el término del lugar, que estaba ya despoblado, lo aprovechaban Zandueta, Asnoz y Espoz. Aparece descrito en el decimoquinto volumen del Diccionario geográfico-estadístico-histórico de España y sus posesiones de Ultramar de Pascual Madoz con las siguientes palabras:

UROA: desp. en el valle de Arce, prov. de Navarra, part. jud. de Aoiz. sit. entre Zandueta, Asnoz y Espoz, que disfrutan del térm. del ant. pueblo, entre cuyas ruinas existe una ermita, actualmente abandonada. El terreno es montuoso y tiene pinares hácia el S. y O.; cruza por sus inmediaciones el r. Urrobi. prod.: trigo y avena; hay caza de perdices, liebres y lobos; pesca de truchas y anguilas.
(Madoz, 1849, pp. 228-229)